# El Corte Inglés
El Corte Inglés este un lanț de centre comerciale din Spania.
În anul 2006 compania a înregistrat venituri de aproape 16 miliarde de euro.